# Баян ибн Самаан
Бая́н ибн Самаа́н ан-Нахди ат-Тами́ми (араб. بيان بن سمعان التميمي‎; казнён в 737 году в Эль-Куфе) — шиитский религиозный деятель из арабского рода Бану Тамим, приверженец «крайних» (гулат) взглядов о божественности Али ибн Абу Талиба. Он считается учителем Джаада ибн Дирхама (казнён в 724 году), основателя фаталистического течения джабритов.

## Биография
Баян ибн Самаан был торговцем соломой в Куфе (Ирак), что может свидетельствовать о его принадлежности к бедным слоям населения. Так, продажей соломы и ткачеством занимались некоторые известные «крайние» шииты и представители других течений: Умайр ибн Баян аль-Иджли, Бази‘ ибн Муса, Васил ибн Ата, Мухаммад ибн Каррам.
Согласно ан-Наубахти, он был учеником Хамзы ибн Аммара, который был последователем Ибн Кариба, известного радикальными взглядами на имамат Мухаммада ибн аль-Ханафии. Баян ибн Самаан признал имамом сына Мухаммада ибн аль-Ханафии — Абу Хашима и был враждебен в отношении пятого шиитского имама Мухаммада аль-Бакира. Ибн Касир приводит сведения о том, что он был учеником Талута, сына сестры мединского иудея Лабида ибн аль-Асама, известного тем, что однажды наслал колдовство на самого пророка Мухаммеда.
Последоватей Баяна ибн Самаана называли баянитами (араб. البيانية‎). Он считал, что Али ибн Абу Талиб обладает «божественностью» и знает сокрытое (гайб). Согласно его толкованию, в аяте «Неужели они ожидают чего-либо иного, кроме как того, что Аллах явится к ним, осенённый облаками» (аль-Бакара 2:210) говорится о явлении Али.
Позднее Баян ибн Самаан заявил уже о своей собственной божественности и праве на имамат и халифат. Он говорил, что это такое же право, по которому ангелы когда-то опустились ниц перед Адамом. Якобы, божественный дух передавался от одного пророка или имама к другому, пока не достиг Али. Затем он передался Мухаммаду ибн аль-Ханафии, его сыну Абу Хашиму и в конце-концов самому Баяну ибн Самаану. По его словам, Бог совершенно подобен человеку (муджассимизм). После этого он послал письмо к Мухаммаду аль-Бакиру с призывом прийти к нему и подчиниться. Мухаммад приказал посланнику Баяна ибн Самаана, которого звали Умар ибн Абу Афиф, съесть это письмо.
Когда число последователей Баяна ибн Самаана увеличилось, Омейядский наместник Ирака Халид аль-Касри (ум. 743) приговорил его к смертной казни через сожжение. Это произошло в 737 году (119 год хиджры).